# العلاقات الإستونية البيلاروسية
العلاقات الإستونية البيلاروسية هي العلاقات الثنائية التي تجمع بين إستونيا وروسيا البيضاء.

## مقارنة بين البلدين
هذه مقارنة عامة ومرجعية للدولتين:
| وجه المقارنة                                              | إستونيا                                                                             | روسيا البيضاء                    |
| --------------------------------------------------------- | ----------------------------------------------------------------------------------- | -------------------------------- |
| المساحة (كم2)                                             | 45.34 ألف                                                                           | 207.60 ألف                       |
| عدد السكان (نسمة)                                         | 1.32 مليون                                                                          | 9.50 مليون                       |
| الكثافة السكانية (ن./كم²)                                 | 29.11                                                                               | 45.76                            |
| العاصمة                                                   | تالين                                                                               | مينسك                            |
| اللغة الرسمية                                             | اللغة الإستونية                                                                     | اللغة البيلاروسية، اللغة الروسية |
| العملة                                                    | يورو، كرون إستوني، كرون إستوني، المارك الإستوني                                     | روبل بلاروسي                     |
| الناتج المحلي الإجمالي (بليون دولار)                      | 25.92 مليار                                                                         | 54.44 مليار                      |
| الناتج المحلي الإجمالي (تعادل القوة الشرائية) بليون دولار | 38.11 مليار                                                                         | 168.35 مليار                     |
| الناتج المحلي الإجمالي الاسمي للفرد دولار أمريكي          | 17.79 ألف                                                                           | 5.74 ألف                         |
| الناتج المحلي الإجمالي للفرد دولار أمريكي                 | 28.14 ألف                                                                           | 18.18 ألف                        |
| مؤشر التنمية البشرية                                      | 0.871                                                                               | 0.798                            |
| رمز المكالمات الدولي                                      | +372                                                                                | +375                             |
| رمز الإنترنت                                              | .ee                                                                                 | .by، .бел                        |
| المنطقة الزمنية                                           | ت ع م+02:00، ت ع م+03:00، توقيت شرق أوروبا، أوروبا/تالين ‏، توقيت شرق أوروبا الصيفي ‏ | ت ع م+03:00                      |

## منظمات دولية مشتركة
يشترك البلدان في عضوية مجموعة من المنظمات الدولية، منها:
| علم المنظمة | اسم المنظمة                               | تاريخ انضمام إستونيا | تاريخ انضمام روسيا البيضاء |
| ----------- | ----------------------------------------- | -------------------- | -------------------------- |
|             | اتفاقية السماوات المفتوحة                 | ?                    | ?                          |
|             | منظمة الأمن والتعاون في أوروبا            | 10 سبتمبر 1991       | 30 يناير 1992              |
|             | مؤسسة التمويل الدولية                     | 9 أغسطس 1993         | 2 نوفمبر 1992              |
|             | منظمة حظر الأسلحة الكيميائية              | ?                    | ?                          |
|             | الأمم المتحدة                             | 17 سبتمبر 1991       | 24 أكتوبر 1945             |
|             | الاتحاد الدولي للاتصالات                  | 19 مايو 1922         | 7 مايو 1947                |
|             | منظمة الشرطة الجنائية الدولية             | ?                    | ?                          |
|             | البنك الدولي للإنشاء والتعمير             | 23 يونيو 1992        | 10 يوليو 1992              |
|             | الاتحاد البريدي العالمي                   | ?                    | ?                          |
|             | المركز الدولي لتسوية المنازعات الاستشارية | 23 يوليو 1992        | 9 أغسطس 1992               |
|             | وكالة ضمان الاستثمار متعدد الأطراف        | 24 سبتمبر 1992       | 3 ديسمبر 1992              |
|             | يونسكو                                    | 14 أكتوبر 1991       | 12 مايو 1954               |
|             | مجموعة الموردين النوويين                  | ?                    | ?                          |

## أعلام
هذه قائمة لبعض الشخصيات التي تربطها علاقات بالبلدين:
- سيرجي باريكو (لاعب كرة قدم إستوني، 31 يناير 1977[24][25] – )

## وصلات خارجية
- موقع وزارة الخارجية الإستونية
- موقع وزارة الخارجية البيلاروسية